# Marcel Pauthenier
 (février 2018).
Si vous disposez d'ouvrages ou d'articles de référence ou si vous connaissez des sites web de qualité traitant du thème abordé ici, merci de compléter l'article en donnant les références utiles à sa vérifiabilité et en les liant à la section « Notes et références ».
Marcel Pauthenier est un physicien français né en 1887 et mort en 1972. Il fut professeur d'électrotechnique générale à la faculté des sciences de l'université de Paris et à l'École supérieure d'électricité.

## Biographie
Marcel Pauthenier fait des études supérieures de physique de 1909 à 1913 à l'École normale supérieure et à la faculté des sciences de l'université de Paris, où il suit les cours de physique de Gabriel Lippmann et Edmond Bouty. Lauréat du concours d'agrégation de physique en 1913, il est ensuite mobilisé durant toute la première guerre mondiale. Il devient ensuite en 1919 préparateur au laboratoire de physique de l'École normale supérieure et prépare une thèse principale de physique sur la biréfringence électrique des liquides non conducteurs et l'électrostriction intitulée Sur une méthode nouvelle de charges instantanées et son application au problème des retards absolus dans le phénomène de Kerr. Ses travaux apportent une confirmation expérimentale à la thèse de l'orientation moléculaire émise par Aimé Cotton.
Il obtient le doctorat ès sciences physiques à l'université de Paris en 1920 et devient alors maître de conférences de physique à la faculté des sciences de l'université de Lille, en remplacement de Georges Bruhat qui devient titulaire de la chaire de physique à la suite de la retraite de B. Damien. Il fait deux cours par semaine sur l'électricité et le magnétisme et un cours de thermodynamique, Georges Bruhat enseignant l'optique. Il obtient en 1926-1927 une subvention auprès de la Caisse des recherches scientifiques pour faire installer le courant triphasé à l'institut de physique de la faculté. Il collabore avec Bruhat sur ses recherches concernant l'absorption et de la dispersion des rayons ultra-violets par le sulfure de carbone. Il travaille en outre sur la précipitation des poussières et fumées résultant de la combustion du charbon, recherches qui conduisent à la réalisation d'un appareil industriel.
À la suite de la nomination de Georges Bruhat comme maître de conférences à l'université de Paris, délégué à l’École normale supérieure, Marcel Pauthenier devient titulaire de la chaire de physique. Pierre Fleury est nommé pour le replacer à sa maîtrise de conférences, mais celui-ci est détaché à Istanbul durant deux ans et c'est Max Morand qui assure alors la suppléance. Le 1er décembre 1929 il est chargé, à titre provisoire (arrêté du 17 décembre 1929), des fonctions de maître de conférences de physique pour le certificat P.C.N. à la suite de la nomination (provisoire) de Henri Bénard comme professeur de mécanique expérimentale des fluides (nouvelle chaire fondée par l'université de Paris), puis est nommé à partir du 1er novembre 1930 maître de conférences à titre permanent, avec le titre de professeur sans chaire (décret du 4 janvier 1931), en parallèle avec Maurice Curie titulaire de l'autre maîtrise de conférences de physique du P.C.N. et Alexandre Dufour devenu professeur titulaire à titre personnel en 1931 (emploi nouveau), les étudiants étant divisés en trois sections en 1926.
En 1938 il est chargé d'un cours d'électrotechnique pour le certificat d'études supérieures éponyme de la faculté, en partenariat avec l'École supérieure d'électricité. La chaire d'électrotechnique de la faculté avait été supprimée au départ de son titulaire Paul Janet dans le cadre du décret-loi de réduction des dépenses de l'État du décret du 4 avril 1934. En 1942 il remplace François Croze comme maître de conférences auprès de la chaire de physique-recherche, René Lucas le remplace pour le PCB, puis cette maîtrise de conférences est transformée en chaire d'université d'électrotechnique générale grâce à une contribution financière de la Société française des électriciens, puis une chaire d'État d'électrotechnique générale est créée à la rentrée 1945 chaire qu'il occupe jusqu'à sa retraite en 1958. René Lucas le remplace alors comme maître de conférences auprès de la chaire de physique-recherche.